# Ámeda-Sion I
Ámeda-Sion, Amda Seyon I (também Amde Tsiyon, Amde Tseyon, Amde Tsion e outras variantes, gueês: ዐምደ ፡ ጽዮን translit.: ʿAmdä Ṣǝyon, amárico: āmde ṣiyōn, "Pilar do Sião") foi Imperador da Etiópia (nəgusä nägäst) (1314 – 1344). Seu nome de trono era Gabra Masgal (gueês: ገብረ ፡ መስቀል translit.: gabra masḳal, amárico: gebre mesḳel, "escravo da cruz") e era membro da dinastia salomónica. De acordo com o especialista britânico em Etiópia, Edward Ullendorff, "Ámeda-Sion foi um dos reis etíopes mais destacados de qualquer época e uma figura singular que dominava o Corno da África no século XIV". Suas conquistas sobre as fronteiras muçulmanas expandiram bastante o território etíope e seu poder na região, mantido por séculos após sua morte. Ámeda-Sion afirmou a força da dinastia Salomônica recém-instalada (1270) e, portanto, a legitimou.

## Reinado
Ámeda-Sion foi filho de Uidim-Reade (8º Negus da dinastia salomónica) e neto de Iecuno-Amelaque (fundador da dinastia). Ámeda-Sion substituiu seu pai como imperador em 1134. Os primeiros anos de seu reinado foi devotado a guerras contra os muçulmanos do sudoeste da Etiópia. Em torno de 1320 voltou sua atenção para o norte da Etiópia, particularmente para a região do Tigré para os arredores da antiga capital do Império de Axum, onde a reivindicação de sua dinastia de ser os sucessores legítimos dos reis salomônicos de Axum não havia sido aceita.

## Exército
O exército de Ámeda-Sion foi notavelmente semelhante à organização do exército durante os tempos do antigo Império Axumita. Consistia de dois contingentes: a) o exército regular, era muito eficaz e estava intimamente ligada à corte real; b) um corpo de milícias regionais das principais províncias cristãs, que poderiam ser divididas em unidades menores, cada uma chefiada por um governante local. Embora essas unidades locais estivessem fora do controle direto de Ámeda-Sion e sim através de seus vassalos, estas milicias aumentaram em muito o poder das forças etíope até a conquista da Abissínia (Futuh al-Habash) por Amade ibne Ibraim Algazi no século XVI.
O exército central era dividido em regimentos independentes, cada um com seu próprio nome especializado, como Queste-Nib' (Ferroada de Abelha), Harebe Gonda (ponta de lança), Técula (Chacal), Sauariana Asaiefett (espadachins) Sauariana Mambar (apoiadores do trono), Sauarjana Negedré (escudeiros), Sauarjana Uarmate Abiã (portadores de armas grandes). Os regimentos eram liderados por comandantes leais diretamente ligados a Ámeda-Sion. Seu próprio filho, Saífa Arade, comandava uma dessas divisões, assim como o cunhado de Ámeda-Sion.

## Conquistas
Entre 1316 e 1317, o imperador Ámeda-Sion empreendeu suas primeiras campanhas contra o reino pagão de Damote e o Sultanato muçulmano de Hadia. A nota descreve sua conquista primeiro sobre Damote, cujo povo exilou para outra área, e depois Hadia, em 1316 que fez o mesmo. Embora seu controle inicial dessas regiões fosse mínimo, é evidente em 1329 (ou 1332) Hadia foi totalmente integrado, fornecendo tropas para suas campanhas de 1332 contra o Sultanato de Ifate. O rei de Hadia, Amano, se recusou a visitar o imperador e prestar sua homenagem, incentivada por um profeta das trevas muçulmano chamado Belam. De acordo com a Crônica do Imperador, Belam disse-lhe para se rebelar:
Não se alie ao rei de Sion [ou seja, ao Imperador]. Não lhe dê presentes: se ele vier contra você, não tenha medo dele, pois será entregue em suas mãos e você fará com que pereça junto com seu exército.
Ámeda-Sion ficou furioso, invadiu Hadia matando muitas pessoas, além de prender Amano junto com muitos de seus súditos. Belam, no entanto, conseguiu escapar, fugindo para Ifate. Essas conquistas representaram um avanço significativo do objetivo final de Ámeda-Sion de controlar o comércio interno anteriormente controlado pelos muçulmanos em Ifate e mais a leste. A conquista de Hadia afetou profundamente o comércio de escravos e, consequentemente, prejudicou o comércio e a riqueza das províncias muçulmanas orientais. Pela primeira vez, a presença muçulmana na região foi ameaçada, o que mais tarde resultou em alianças entre as províncias muçulmanas (que freqüentemente se rebelavam) quando elas agiam anteriormente de forma mais independente uma da outra.
No mesmo ano em que suas campanhas contra as regiões sulistas de Damote e Hadia, Ámeda-Sion também fez campanha contra a província mais ao norte de Gojjam.

## Campanhas do norte
Depois de suas campanhas de 1316/ 1317 no sul, Ámeda-Sion teve que se voltar para o norte para fortalecer seu controle sobre áreas que ganharam mais autonomia. A província de Enderta, no norte do Tigré, vinha afirmando cada vez mais sua independência desde a restauração salomônica sob Iecuno-Amelaque, em 1270. Durante essa época, o governador de Enderta era Ingida Iguezi, que foi sucedido por seu filho, Tesfane Iguezi. Tesfane tinha o maior poder entre as províncias do norte e detinha o título Hasgua e Acabé Sensem (um antigo título axumita) e ameaçava a linhagem que estava no poder que tinha como base a região de Amara. Em 1305, Tesfane se referia a Enderta como "seu reino", seu filho e sucessor, Iaibica Iguezi, nem sequer mencionou o Imperador em sua concessão de terras em 1318-1319.
Iaibica se rebelou, sem sucesso convidando o governador de Tembiém para se juntar a ele. Ámeda-Sion respondeu rapidamente, matando o governador, dividindo os títulos e concedendo-os a diferentes indivíduos de origem humilde. Para consolidar seu controle na região, Ámeda-Sion estabeleceu uma colônia militar formada por tropas que não pertenciam a região em Amba Senaiata, o centro da rebelião, e nomeou sua rainha consorte que tinha sua origem na região, Bilém-Sabá, como governador de Enderta, juntamente com todo um escalão de funcionários abaixo dela.
A rainha governou indiretamente, no entanto, o que causou algum ressentimento na província, induzindo o imperador a nomear um de seus filhos, Bar-Seguede, como governador, que mais tarde em 1328 também recebeu o controle das províncias marítimas sob o título de Maiquelê Bar ("Entre os rios / mares").
Em 1329, o Imperador fez campanha nas províncias do norte de Semiem, Uegera, Selemete e Seguede, nas quais muitos estavam se convertendo ao judaísmo e onde o Beta Israel ganhava destaque.
Ámeda-Sion também desconfiava do poder muçulmano ao longo da costa do Mar Vermelho e, portanto, seguiu para a área norte da província de Tigré, onde teria insuflado os habitantes da região com a frase: "Eu, rei Ámeda-Sion, fui para o mar da Eritreia. Cheguei lá, montei em um elefante e entrei no mar. Peguei minha flecha e lanças, matei meus inimigos e salvei meu povo. "

## Rebelião de Haquedim I
Por volta de 1320, o sultão Anácer Maomé do Sultanato Mameluco do Cairo começou a perseguir os coptas e a destruir suas igrejas. Ámeda-Sion enviou posteriormente uma missão ao Cairo em 1321-1322, ameaçando retaliar os muçulmanos em seu reino e desviar o curso do Nilo se o sultão não encerrasse sua perseguição. Como resultado da disputa e das ameaças, Haquedim, governador de Ifate, se aliou ao sultão e prendeu um membro da delegação enviada pelo imperador chamado Tintai ao voltar do Cairo. Haquedim tentou converter Tintai, matando-o quando isso falhou. Ámeda-Sion respondeu invadindo Ifate destruindo a capital da província e levando grande parte de sua riqueza. Ámeda-Sion continuou suas represálias por todas as suas províncias muçulmanas, pilhando Cuelgoré, Beculzar, Gidaié, Cubete, Fedsé Quedsé, Hargaie (as últimas cinca províncias ainda não identificadas) e Xoa, então habitada principalmente por muçulmanos da etnia Uerji, pegando gado, matando muitos habitantes, destruindo cidades e prisioneiros, que mais tarde foram assimilados.
Como resultado das represálias de Ámeda-Sion, outras províncias muçulmanas se rebelaram, vendo que o exército do Negus se enfraqueceu com as longas campanhas. O povo de Gebel (ou Uerji, hoje chamado Uorji), supostamente "muito habilidoso em guerra", subsequentemente se revoltou e pilhou algumas regiões cristãs. Os povos de Medra Zega e Manzi (da antiga província de Menz), então muçulmanos, também se revoltaram, cercando e atacando o Imperador, que os derrotou e matou seu comandante Dedadir, filho de Haquedim.

## Campanhas posteriores

### Causas
As rebeliões nas províncias muçulmanas que ocorreram posteriormente surgiram pela ameaça de cristianização por parte de Ámeda-Sion, ampliada pela perda das grandes rotas comerciais nas campanhas anteriores. Esse desafio foi encorajado e talvez até instigado por líderes religiosos em Ifate e outras províncias muçulmanas. O "falso profeta" Belam que fugiu de Hadia durante as campanhas de 1316/1317 continuou a espalhar propaganda contra Ámeda-Sion a partir de Ifate, onde ele era um dos conselheiros de Sabredim (Sabredim), novo governador de Ifate após a queda de seu irmão Haquedim.
Um segundo líder religioso é conhecido por ter fomentado problemas na região, especificamente em Adal e Mora. Chamado de Sale era descrito como sendo reverenciado e temido como Deus pelos reis e governantes da região. A crônica atribui culpa a Sale, afirmando que foi ele "quem reuniu as tropas, reis e governantes muçulmanos" contra o Imperador.
Como resultado dessas instigações e condições, Sabredim, governador de Ifate, além de irmão e sucessor de Haquedim, demonstrou querer desafiar Ámeda-Sion atacando algumas cidades da costa (como Zeilá), da mesma forma que seu irmão havia feito antes. Ámeda-Sion ficou furioso com Sabredim, dizendo: "Você tirou as mercadorias pertencentes a mim obtidas em troca da grande quantidade de ouro e prata que confiei aos comerciantes ... você aprisionou os comerciantes que faziam negócios para mim."

### Primeira rebelião de Ifate
A rebelião de Sabredim não foi uma tentativa de alcançar a independência, mas de se tornar imperador de uma Etiópia muçulmana. A crônica real de Ámeda-Sion afirma que Sabredim proclamou:
"Desejo ser rei de toda a Etiópia; governarei os cristãos de acordo com a lei deles e destruirei suas igrejas ... nomearei governadores em todas as províncias da Etiópia, assim como o rei Sion ... transformarei as igrejas em mesquitas, subjugarei e converterei o rei dos cristãos à minha religião, farei dele governador de província e, se ele se recusar a ser convertido, entregarei-o a um dos pastores, chamado Uarjeque (Uerji), para que se torne guardião de camelos. Quanto à sua rainha Jã Mangexa, sua esposa, eu a empregarei para moer milho. Farei minha residência em Marade (Tegulete), a capital do seu reino."
De fato, após sua primeira incursão, Sabredim nomeou governadores para províncias vizinhas, como Fetegar e Alamalé (parte dos "Gurage"), além de províncias ao norte, como Damote, Amara, Angote, Inderta, Begemder e Gojam. Ele também ameaçou plantar khat na capital, um estimulante usado pelos muçulmanos, mas proibido pelos cristãos ortodoxos etíopes.
A rebelião de Sabredim, com seu apoio religioso e objetivos ambiciosos, foi vista como uma jihad, e não como uma tentativa de independência, e, consequentemente, foi imediatamente acompanhada pela província muçulmana vizinha de Deuaro (a primeira menção conhecida da província), sob o governador Haidera, e pela província ocidental de Hadia sob comando do governante vassalo local Ameno. Sabredim dividiu suas tropas em três partes, enviando uma divisão para o noroeste para atacar Amara, uma para o norte para atacar Angote e outra, sob seu comando pessoal, para o oeste para tomar Xoa
Ámeda-Sion como resposta mobilizou seus soldados para enfrentar a ameaça,incentivando-os com presentes em ouro, prata e roupas luxuosas. Apesar da extravagância que ele concedia a seus homens, muitos optaram por não lutar devido à inospitalidade do terreno montanhoso e árido de Ifate e à completa ausência de estradas. Apesar disso, conseguiram encontrar o governador rebelde e colocá-lo em fuga. Quando o exército de Ámeda-Sion chegou a Ifate, eles destruíram a capital e mataram muitos soldados, mas Sabredim escapa mais uma vez.
Sabredim percebendo que sua posição estava perdida, pediu a intervenção da rainha Jã Mengexa para que houvesse um acordo de paz e pudesse se render. Ela respondeu, seguindo as instruções do marido, que Ámeda-Sion não se importava se Sabredim viesse ou não, pois estava determinado a procurá-lo e não voltaria a sua capital até que o tivesse encontrado.
O governante de Ifate, vendo que era impossível resistir, foi ao acampamento inimigo pedir desculpas por sua rebelião. Muitos dos cortesãos de Sion exigiram que ele fosse executado, mas o Imperador foi misericordioso. Não desejando matar seu inimigo, o colocou encarcerado. Em 1332 Ámeda-Sion nomeou o irmão do ex-governador, Jameladim, como novo governador de Ifate. Desta forma a rebelião de Ifate fora reprimida.

### A Conquista de Adal e a segunda rebelião de Ifate
Após ter sufocado a rebelião de Ifate, as províncias muçulmanas vizinhas de Adal e Mora, ao norte, se levantaram contra o imperador. As tropas de Ámeda-Sion estavam esgotadas e desejavam voltar para suas casas, alegando que a estação das chuvas estava chegando. Ámeda-Sion recusou, afirmando que era o rei de todos os muçulmanos da Etiópia, e que iria vencer essa batalha ajuda de Deus.
O novo governador de Ifate também pediu que ele voltasse, dando-lhe muitos presentes, afirmando que seu país estava arruinado e implorando que ele não "a devastasse novamente", para que seus habitantes pudessem se recuperar e trabalhar a terra para o Imperador. Ele prometeu a ele que, se deixasse, Ifate e seus habitantes serviriam ao Imperador com seu comércio e tributo e que ele e os muçulmanos da Etiópia eram os servos do Imperador, mas Ámeda-Sion rejeitou os apelos e partiu para a luta.
Ámeda-Sion continuou sua jornada e foi atacado duas vezes em escaramuças antes de acampar. Os muçulmanos retornaram durante a noite em números muito maiores e o atacaram com um exército criado nas sete "grandes cidades" (ou seja, distritos) de Adal, Gebela, Lebequela, Mora, Paguma e Tico. Durante a batalha, Ámeda-Sion foi atingido pelas costas por uma espada inimiga, mas o Imperador conseguiu se virar e matar o atacante com sua lança antes que ele pudesse atacar novamente. Ámeda-Sion saiu vitorioso da batalha e enviou novas tropas que não haviam lutado para perseguir os inimigos sobreviventes. Eles foram capazes de alcançar os sobreviventes nas margens de um rio próximo pela manhã e matá-los.
Jameladim, apesar de ter sido nomeado por ele também se juntou à rebelião, colaborando com o governante de Adal. cercado pelos dois exércitos na Batalha de Das, mas Ámeda-Sion foi capaz de derrotá-los, apesar de estar doente. Ele então liderou seu exército contra Talague, a capital de Adal, onde o irmão do governador e três dos filhos do governador se renderam. O imperador então derrotou outro governador-rei, refez seus passos, retornando a Beculzar em Ifate, onde ordenou que Jameladim lhe entregasse todos os cristãos apóstatas da província. Os sacerdotes, diáconos e soldados, denunciados receberam 30 chicotadas e foram presos como escravos. Então se virou para os outros traidores, que Jameladim se recusou a entregar. Ámeda-Sion novamente devastou Ifate e depôs Jameladim, nomeando Naceradim, outro irmão de Sabredim, como governador.

## Últimas campanhas
Depois de terminar a campanha em Ifate, Ámeda-Sion levou seu exército para Guete, devastando essa cidade. O imperador então invadiu a região norte da atual Somália, onde derrotou o povo Harla. Ámeda-Sion então avançou para a cidade de Delhoia, ao chegar lá deparou com a seguinte situação, a maioria muçulmana de seus habitantes havia imolado o governador indicado por ele, junto com outros homens e mulheres cristãos. aos quais o Imperador devastando e saqueando a cidade. Ámeda-Sion continuou até a cidade de Dagu, matando vários pastores do povo Uerji da região, os mesmos que anteriormente se revoltaram e saquearam algumas áreas cristãs no início de seu reinado. Depois disso, Ámeda-Sion devastou a terra de Xarca e aprisionou seu governador José. Esses esforços estenderam o domínio etíope pela primeira vez através do rio Awash, ganhando o controle de Dauaro, Bale e outros estados muçulmanos.
Ámeda-Sion morreu em 1334 e foi sucedido por seu filho Saífa Arade.